# Cleora cordata
Cleora cordata är en fjärilsart som beskrevs av Fletcher 1953. Cleora cordata ingår i släktet Cleora och familjen mätare. Inga underarter finns listade i Catalogue of Life.